# Stratton, Vermont
Stratton är en kommun (town) i Windham County i delstaten Vermont i USA. Invånarantalet uppmättes 2010 till 216.
Vintersportorten Stratton Mountain Resort ligger i kommunen. 

## Historia
Daniel Webster talade till 10 000 Whigpartister vid Stratton Mountain 1840. 2011 drabbades orten av svåra översvämningar då orkanen Irene slog till.

### Fotnoter
1. ↑  United States Census Bureau (red.), USA:s folkräkning 2020, läs online, läst: 1 januari 2022.[källa från Wikidata]
2. ↑  ”Community Facts” (på engelska). American Factfinder. 26 februari 2010. Arkiverad från originalet den 10 december 2014. https://web.archive.org/web/20141210041242/http://factfinder2.census.gov/faces/nav/jsf/pages/community_facts.xhtml. Läst 13 februari 2014.
3. ↑  Floodwaters From Storm Isolate 13 Vermont Towns, The New York Times